# Petr Matásek
Petr Matásek (17. dubna 1944 Praha – 25. července 2017) byl český divadelník a scénograf.

## Život
V letech 1958–1962 vystudoval Střední umělecko-průmyslovou školu v Praze. Ve studiu scénografie pokračoval v letech 1962–1966 na loutkářské katedře Divadelní fakulty Akademie múzických umění v Praze. V letech 1967–1974 působil jako scénograf a šéf výpravy v Divadle dětí Alfa v Plzni. V letech 1974–2000 byl scénografem a šéfem výpravy Divadla Drak v Hradci Králové. Od roku 1990 byl pedagogem scénografie na katedře alternativního a loutkového divadla pražské DAMU, od roku 2000 byl současně svobodným scénografem.
Jeho synové jsou David Matásek, Lukáš Matásek a Jan Matásek.

## Ocenění díla
- 1979, 1986 Cena Ministra kultury a Národní cena
- 1976–1998 Několik cen Skupovy Plzně
- 1999 Zlatá Triga Pražského Quadriennale
- 2001 Cena Alfréda Radoka za scénografii